# Vicente Sánchez
Vicente Sánchez, né le 7 décembre 1979 à Montevideo, est un footballeur international uruguayen. Il joue au poste d'attaquant avant de devenir entraîneur.

## Palmarès en sélection
- 31 sélections pour 5 buts.

### Buts en sélection
| Buts en sélection de Vicente Sánchez | Buts en sélection de Vicente Sánchez | Buts en sélection de Vicente Sánchez | Buts en sélection de Vicente Sánchez | Buts en sélection de Vicente Sánchez | Buts en sélection de Vicente Sánchez | Buts en sélection de Vicente Sánchez    |
| #                                    | Date                                 | Lieu                                 | Adversaire                           | Score                                | Résultats                            | Compétitions                            |
| ------------------------------------ | ------------------------------------ | ------------------------------------ | ------------------------------------ | ------------------------------------ | ------------------------------------ | --------------------------------------- |
| 1                                    | 13 juillet 2004                      | Estadio Miguel Grau, Piura           | Argentine                            | 2-2                                  | 2-4                                  | Copa América 2004                       |
| 2                                    | 24 juillet 2004                      | Estadio Garcilaso de la Vega, Cuzco  | Colombie                             | 2-1                                  | 2-1                                  | Copa América 2004                       |
| 3                                    | 18 octobre 2006                      | Estadio Centenario, Montevideo       | Venezuela                            | 1-0                                  | 4-0                                  | Match amical                            |
| 4                                    | 30 juin 2007                         | Estadio Polideportivo, San Cristóbal | Bolivie                              | 1-0                                  | 1-0                                  | Copa América 2007                       |
| 5                                    | 13 octobre 2007                      | Estadio Centenario, Montevideo       | Bolivie                              | 4-0                                  | 5-0                                  | Éliminatoires de la Coupe du monde 2010 |